# Salzgitter (przedsiębiorstwo)

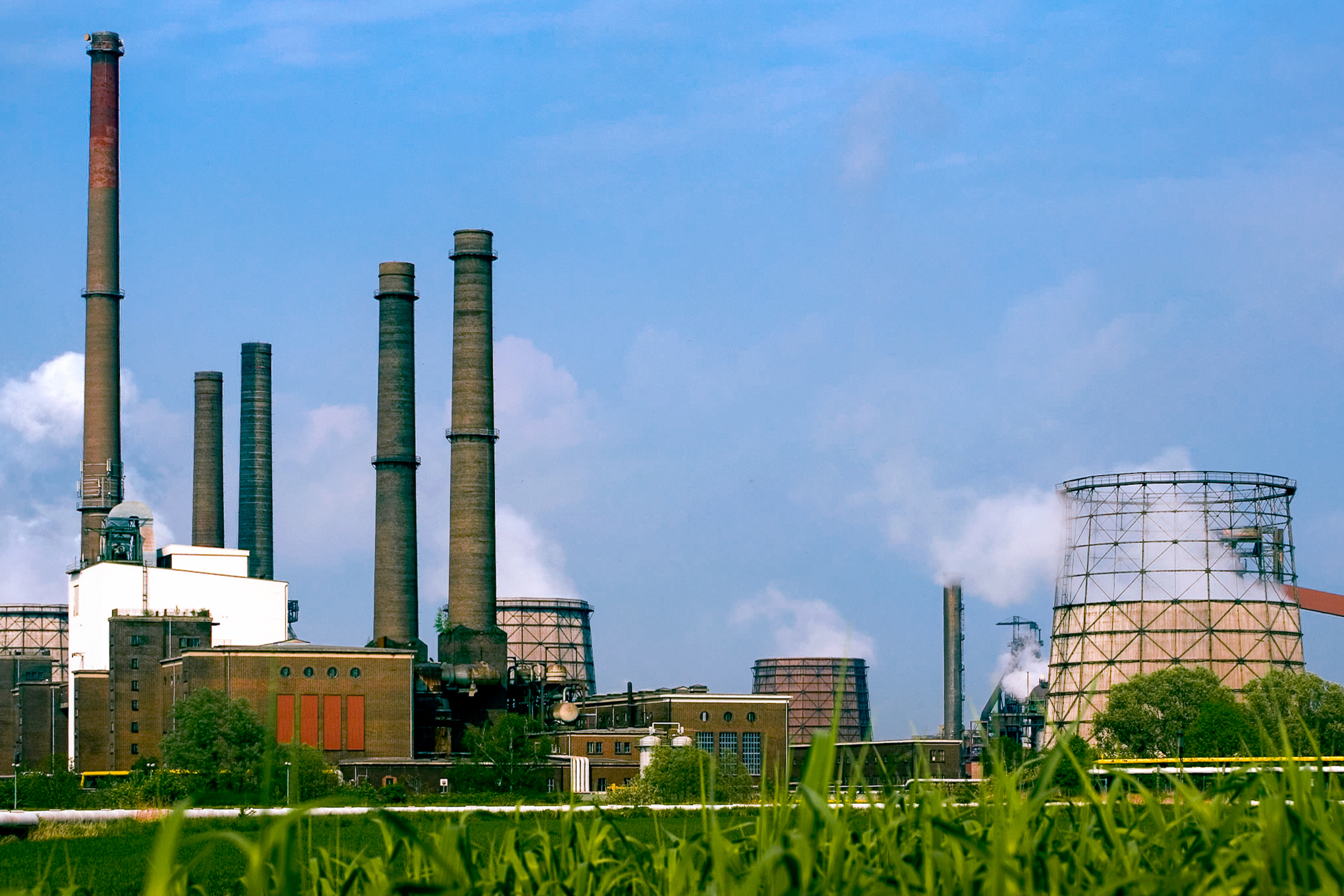
Huta stali w Salzgitter

Salzgitter AG – niemiecki producent stali, z siedzibą w Salzgitter. Przedsiębiorstwo jest drugim co do wielkości producentem wyrobów stalowych w Niemczech, ustępujące jedynie koncernowi ThyssenKrupp Stahl AG. Spółka produkuje wyroby walcowane ze stali, różne wyroby metalowe oraz rury.
Spółka jest notowana na giełdzie frankfurckiej pod symbolem SZGG.
Przedsiębiorstwo założone w 1858 jako Aktiengesellschaft Ilseder Hütte.
Od 2000 roku spółka jest właścicielem Mannesmannröhren-Werke AG, przedsiębiorstwa przejętego od grupy Mannesmann AG.